# Vijftig tinten vrij
Vijftig tinten vrij (in het Engels: Fifty Shades Freed) is een erotische roman van de Britse schrijfster Erika Leonard, onder het pseudoniem E.L. James. Vijftig tinten vrij is het derde deel van een trilogie. Het eerste deel heet Vijftig tinten grijs (Fifty Shades of Grey) en het tweede deel heet Vijftig tinten donkerder (Fifty Shades Darker).